# Damarchus montanus
Espèce
Synonymes
- Cyrtauchenius montanus Thorell, 1890

Damarchus montanus est une espèce d'araignées mygalomorphes de la famille des Bemmeridae.

## Distribution
Cette espèce est endémique de Sumatra en Indonésie.

## Description
La femelle holotype mesure 15,5 mm

## Systématique et taxinomie
Cette espèce a été décrite sous le protonyme Cyrtauchenius montanus par Thorell en 1890. Elle est placée dans le genre Damarchus par Simon en 1892.

## Publication originale
- Thorell, 1890 : « Studi sui ragni Malesi e Papuani. IV, 1. » Annali del Museo civico di storia naturale di Genova, vol. 28, p. 1-419 (texte intégral).